# (21902) 1999 VD12
1999 في دي 12 (ويعرف أيضًا باسم (21902) 1999 في دي 12 وفق تسمية الكوكب الصغير) (بالإنجليزية: 1999 VD12)‏ هو كويكب ضمن حزام الكويكبات؛ وترتيبه 21902 من حيث الاكتشاف.
اكتُشف هذا الجُرم الفلكي بواسطة Charles W. Juels ‏ في 10 نوفمبر 1999.

## وصلات خارجية
- (21902) 1999 VD12 في قاعدة بيانات مختبر الدفع النفاث لأجرام النظام الشمسي الصغيرة

- الاكتشاف · مخطط المدار ·  العناصر المدارية · المعلمات المادية

- (21902) 1999 VD12 على موقع ويكي سكاي: DSS2, SDSS, GALEX, IRAS, Hydrogen α, X-Ray, Astrophoto, Sky Map, Articles and images